# Danh sách quận và huyện của Busan

Đơn vị hành chính của Busan

Phân cấp hành chính chính của Busan bao gồm gu, hoặc quận, và một gun, hoặc huyện.

## Đơn vị hành chính
Chú thích đơn vị:
- Diện tích: km²
- Dân số: Người
- Mật độ: Người/km²

| Tên          | Hangul   | Diện tích | Dân số    | Mật độ    | Bản đồ |
| ------------ | -------- | --------- | --------- | --------- | --- |
| Jung-gu      | 중구     | 2.82      | 49,983    | 22,064    | Donghae Namhae Eo biển Busan Ulsan Gyeongsangnam-do Gangseo-gu Sasang-gu Saha-gu Busanjin-gu Dong-gu Jung-gu Yeongdo-gu Buk-gu Geumjeong-gu Dongnae-gu Yeonje-gu Suyeong-gu Saha-gu Haeundae-gu Nam-gu Gijang-gun |
| Seo-gu       | 서구     | 13.88     | 126,811   | 51,490    | Donghae Namhae Eo biển Busan Ulsan Gyeongsangnam-do Gangseo-gu Sasang-gu Saha-gu Busanjin-gu Dong-gu Jung-gu Yeongdo-gu Buk-gu Geumjeong-gu Dongnae-gu Yeonje-gu Suyeong-gu Saha-gu Haeundae-gu Nam-gu Gijang-gun |
| Dong-gu      | 동구     | 9.78      | 102,440   | 42,297    | Donghae Namhae Eo biển Busan Ulsan Gyeongsangnam-do Gangseo-gu Sasang-gu Saha-gu Busanjin-gu Dong-gu Jung-gu Yeongdo-gu Buk-gu Geumjeong-gu Dongnae-gu Yeonje-gu Suyeong-gu Saha-gu Haeundae-gu Nam-gu Gijang-gun |
| Yeongdo-gu   | 영도구   | 14.13     | 149,787   | 57,651    | Donghae Namhae Eo biển Busan Ulsan Gyeongsangnam-do Gangseo-gu Sasang-gu Saha-gu Busanjin-gu Dong-gu Jung-gu Yeongdo-gu Buk-gu Geumjeong-gu Dongnae-gu Yeonje-gu Suyeong-gu Saha-gu Haeundae-gu Nam-gu Gijang-gun |
| Busanjin-gu  | 부산진구 | 29.69     | 398,101   | 153,413   | Donghae Namhae Eo biển Busan Ulsan Gyeongsangnam-do Gangseo-gu Sasang-gu Saha-gu Busanjin-gu Dong-gu Jung-gu Yeongdo-gu Buk-gu Geumjeong-gu Dongnae-gu Yeonje-gu Suyeong-gu Saha-gu Haeundae-gu Nam-gu Gijang-gun |
| Dongnae-gu   | 동래구   | 16.63     | 282,525   | 101,419   | Donghae Namhae Eo biển Busan Ulsan Gyeongsangnam-do Gangseo-gu Sasang-gu Saha-gu Busanjin-gu Dong-gu Jung-gu Yeongdo-gu Buk-gu Geumjeong-gu Dongnae-gu Yeonje-gu Suyeong-gu Saha-gu Haeundae-gu Nam-gu Gijang-gun |
| Nam-gu       | 남구     | 26.62     | 301,043   | 110,473   | Donghae Namhae Eo biển Busan Ulsan Gyeongsangnam-do Gangseo-gu Sasang-gu Saha-gu Busanjin-gu Dong-gu Jung-gu Yeongdo-gu Buk-gu Geumjeong-gu Dongnae-gu Yeonje-gu Suyeong-gu Saha-gu Haeundae-gu Nam-gu Gijang-gun |
| Buk-gu       | 북구     | 39.44     | 315,606   | 110,502   | Donghae Namhae Eo biển Busan Ulsan Gyeongsangnam-do Gangseo-gu Sasang-gu Saha-gu Busanjin-gu Dong-gu Jung-gu Yeongdo-gu Buk-gu Geumjeong-gu Dongnae-gu Yeonje-gu Suyeong-gu Saha-gu Haeundae-gu Nam-gu Gijang-gun |
| Haeundae-gu  | 해운대구 | 51.46     | 427,619   | 153,019   | Donghae Namhae Eo biển Busan Ulsan Gyeongsangnam-do Gangseo-gu Sasang-gu Saha-gu Busanjin-gu Dong-gu Jung-gu Yeongdo-gu Buk-gu Geumjeong-gu Dongnae-gu Yeonje-gu Suyeong-gu Saha-gu Haeundae-gu Nam-gu Gijang-gun |
| Saha-gu      | 사하구   | 40.95     | 363,630   | 130,410   | Donghae Namhae Eo biển Busan Ulsan Gyeongsangnam-do Gangseo-gu Sasang-gu Saha-gu Busanjin-gu Dong-gu Jung-gu Yeongdo-gu Buk-gu Geumjeong-gu Dongnae-gu Yeonje-gu Suyeong-gu Saha-gu Haeundae-gu Nam-gu Gijang-gun |
| Geumjeong-gu | 금정구   | 65.18     | 254,272   | 93,103    | Donghae Namhae Eo biển Busan Ulsan Gyeongsangnam-do Gangseo-gu Sasang-gu Saha-gu Busanjin-gu Dong-gu Jung-gu Yeongdo-gu Buk-gu Geumjeong-gu Dongnae-gu Yeonje-gu Suyeong-gu Saha-gu Haeundae-gu Nam-gu Gijang-gun |
| Gangseo-gu   | 강서구   | 179.14    | 63,753    | 25,009    | Donghae Namhae Eo biển Busan Ulsan Gyeongsangnam-do Gangseo-gu Sasang-gu Saha-gu Busanjin-gu Dong-gu Jung-gu Yeongdo-gu Buk-gu Geumjeong-gu Dongnae-gu Yeonje-gu Suyeong-gu Saha-gu Haeundae-gu Nam-gu Gijang-gun |
| Yeonje-gu    | 연제구   | 12.08     | 211,184   | 77,490    | Donghae Namhae Eo biển Busan Ulsan Gyeongsangnam-do Gangseo-gu Sasang-gu Saha-gu Busanjin-gu Dong-gu Jung-gu Yeongdo-gu Buk-gu Geumjeong-gu Dongnae-gu Yeonje-gu Suyeong-gu Saha-gu Haeundae-gu Nam-gu Gijang-gun |
| Suyeong-gu   | 수영구   | 10.2      | 178,231   | 66,948    | Donghae Namhae Eo biển Busan Ulsan Gyeongsangnam-do Gangseo-gu Sasang-gu Saha-gu Busanjin-gu Dong-gu Jung-gu Yeongdo-gu Buk-gu Geumjeong-gu Dongnae-gu Yeonje-gu Suyeong-gu Saha-gu Haeundae-gu Nam-gu Gijang-gun |
| Sasang-gu    | 사상구   | 36.06     | 258,975   | 93,149    | Donghae Namhae Eo biển Busan Ulsan Gyeongsangnam-do Gangseo-gu Sasang-gu Saha-gu Busanjin-gu Dong-gu Jung-gu Yeongdo-gu Buk-gu Geumjeong-gu Dongnae-gu Yeonje-gu Suyeong-gu Saha-gu Haeundae-gu Nam-gu Gijang-gun |
| Gijang-gun   | 기장군   | 218.06    | 90,380    | 35,334    | Donghae Namhae Eo biển Busan Ulsan Gyeongsangnam-do Gangseo-gu Sasang-gu Saha-gu Busanjin-gu Dong-gu Jung-gu Yeongdo-gu Buk-gu Geumjeong-gu Dongnae-gu Yeonje-gu Suyeong-gu Saha-gu Haeundae-gu Nam-gu Gijang-gun |
| Tổng         | 총계     | 766.12    | 3,574,340 | 1,323,771 | Donghae Namhae Eo biển Busan Ulsan Gyeongsangnam-do Gangseo-gu Sasang-gu Saha-gu Busanjin-gu Dong-gu Jung-gu Yeongdo-gu Buk-gu Geumjeong-gu Dongnae-gu Yeonje-gu Suyeong-gu Saha-gu Haeundae-gu Nam-gu Gijang-gun |

## Phân chia hành chính

### Jung-gu
Hành chính dong (phường)
Jungang-dong · Donggwang-dong · Daecheong-dong · Bosu-dong · Bupyeong-dong · Gwangbok-dong · Nampo-dong · Yeongju 1-dong · Yeongju 2-dong

### Seo-gu
Hành chính dong (phường)
Dongdaeshin 1-dong · Dongdaeshin 2-dong · Dongdaeshin 3-dong · Seodaeshin 1-dong · Seodaeshin 3-dong · Seodaeshin 4-dong · Bumin-dong · Ami-dong · Chojang-dong · Chungmu-dong · Nambumin 1-dong · Nambumin 2-dong · Amnam-dong

### Dong-gu
Hành chính dong (phường)
Choryang 1-dong · Choryang 2-dong · Choryang 3-dong · Choryang 6-dong · Sujeong 1-dong · Sujeong 2-dong · Sujeong 4-dong · Sujeong 5-dong · Jwacheon-dong · Beomil 1-dong · Beomil 2-dong · Beomil 5-dong

### Yeongdo-gu
Hành chính dong (phường)
Namhang-dong · Yeongseon 1-dong · Yeongseon 2-dong · Sinseon-dong · Bongnae 1-dong · Bongnae 2-dong · Cheonghak 1-dong · Cheonghak 2-dong · Dongsam 1-dong · Dongsam 2-dong · Dongsam 3-dong

### Busanjin-gu
Hành chính dong (phường)
Bujeon 1-dong · Bujeon 2-dong · Yeonji-dong · Choeup-dong · Yangjeong 1-dong · Yangjeong 2-dong · Jeonpo 1-dong · Jeonpo 2-dong · Buam 1-dong · Buam 3-dong · Danggam 1-dong · Dangam 2-dong · Danggam 4-dong · Gaya 1-dong · Gaya 2-dong · Gaegeum 1-dong · Gaegeum 2-dong · Gaegeum 3-dong · Beomcheon 1-dong · Beomcheon 2-dong

### Dongnae-gu
Hành chính dong (phường)
Sumin-dong · Boksan-dong · Myeongryun-dong · Oncheon 1-dong · Oncheon 2-dong · Oncheon 3-dong · Sajik 1-dong · Sajik 2-dong · Sajik 3-dong · Ahn 1-dong · Ahn 2-dong · Myeongjang 1-dong · Myeongjang 2-dong

### Nam-gu
Hành chính dong (phường)
Daeyeon 1-dong · Daeyeon 3-dong · Daeyeon 4-dong · Daeyeon 5-dong · Daeyeon 6-dong · Yongho 1-dong · Yongho 2-dong · Yongho 3-dong · Yongho 4-dong · Yongdang-dong · Gamman 1-dong · Gamman 2-dong · Uam-dong · Munhyeon 1-dong · Munhyeon 2-dong · Munhyeon 3-dong · Munhyeon 4-dong

### Buk-gu
Hành chính dong (phường)
Gupo 1-dong · Gupo 2-dong · Gupo 3-dong · Geumgok-dong · Hwamyeong 1-dong · Hwamyeong 2-dong · Hwamyeong 3-dong · Deokcheon 1-dong · Deokcheon 2-dong · Deokcheon 3-dong · Mandeok 1-dong · Mandeok 2-dong · Mandeok 3-dong

### Haeundae-gu
Hành chính dong (phường)
U1-dong · U2-dong · U3-dong · Jung 1-dong · Jung 2-dong · Jwa 1-dong · Jwa 2-dong · Jwa 3-dong · Jwa 4-dong · Songjeong-dong · Banyeo 1-dong · Banyeo 2-dong · Banyeo 3-dong · Banyeo 4-dong · Bansong 1-dong · Bansong 2-dong · Jaesong 1-dong · Jaesong 2-dong

### Saha-gu
Hành chính dong (phường)
Goejeong 1-dong · Goejeong 2-dong · Goejeong 3-dong · Goejeong 4-dong · Dangni-dong · Gamcheon 1-dong · Gamcheon 2-dong · Dadae 1-dong · Dadae 2-dong · Gupyeong-dong · Jangrim 1-dong · Jangrim 2-dong · Sinpyeong 1-dong · Sinpyeong 2-dong · Hadan 1-dong · Hadan 2-dong

### Geumjeong-gu
Hành chính dong (phường)
Seo 1-dong · Seo 2-dong · Seo 3-dong · Geumsa-dong · Bugok 1-dong · Bugok 2-dong · Bugok 3-dong · Bugok 4-dong · Jangjeon 1-dong · Jangjeon 2-dong · Seondugu-dong · Cheongryongnopo-dong · Namsan-dong · Guseo 1-dong Guseo 2-dong · Geumseong-dong

### Gangseo-gu
Hành chính dong (phường)
Daejeo 1-dong · Daejeo 2-dong · Gangdong-dong · Myeongji 1-dong · Myeongji 2-dong · Garak-dong · Noksan-dong · Gadeokdo-dong

### Yeonje-gu
Hành chính dong (phường)
Geoje 1-dong · Geoje 2-dong · Geoje 3-dong · Geoje 4-dong · Yeonsan 1-dong · Yeonsan 2-dong · Yeonsan 3-dong · Yeonsan 4-dong · Yeonsan 5-dong · Yeonsan 6-dong · Yeonsan 8-dong · Yeonsan 9-dong

### Suyeong-gu
Hành chính dong (phường)
Namcheon 1-dong · Namcheon 2-dong · Suyeong-dong · Mangmi 1-dong · Mangmi 2-dong · Gwangan 1-dong · Gwangan 2-dong · Gwangan 3-dong · Gwangan 4-dong · Millak-dong

### Sasang-gu
Hành chính dong (phường)
Samnak-dong · Mora 1-dong · Mora 3-dong · Deokpo 1-dong · Deokpo 2-dong · Gwaebeop-dong · Gamjeon-dong · Jurye 1-dong · Jurye 2-dong · Jurye 3-dong · Hakjang-dong · Eomgung-dong

### Gijang-gun
Eup
Gijang-eup · Jangan-eup · Jeonggwan-eup · Ilgwang-eup
Myeon
Cheolma-myeon